# 萨维尼 (瓦兹省)
萨维尼（法語：Savignies，法語發音：[saviɲi]）是法国瓦兹省的一个市镇，属于博韦区。

## 地理
萨维尼（49°27'54"N, 1°57'52"E）面积9.83 平方千米，位于法国上法蘭西大區瓦兹省，该省份为法国北部内陆省份，北起索姆省，西接厄尔省和滨海塞纳省，南至塞纳-马恩省和瓦兹河谷省，东临埃纳省。
与萨维尼接壤的市镇（或旧市镇、城区）包括：布赖地区奥当克、拉沙佩勒欧波、勒蒙圣阿德里安、博韦西地区皮耶尔雷菲特、圣日耳曼拉波特里。

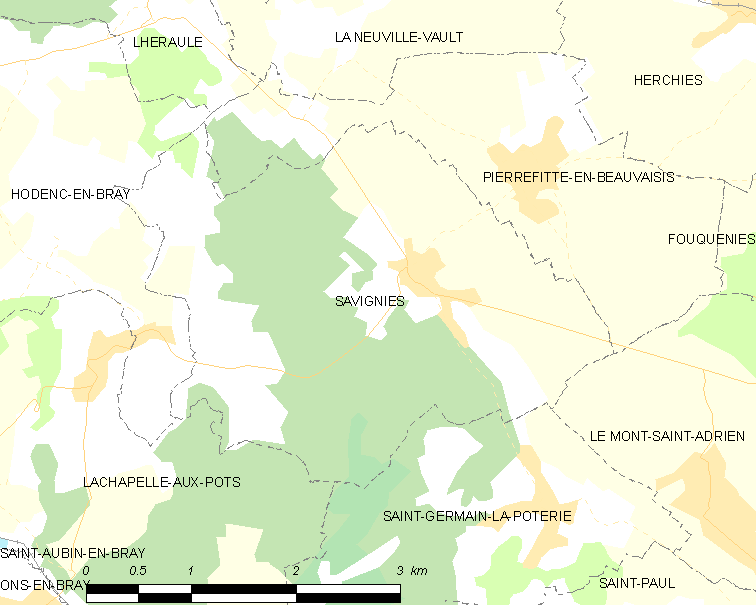
的OSM定位图

萨维尼的时区为UTC+01:00、UTC+02:00（夏令时）。

## 行政
萨维尼的邮政编码为60650，INSEE市镇编码为60609。

## 政治
萨维尼所属的省级选区为博韦第一县。

## 人口

1962-2008年间人口变化图示

萨维尼于2022年1月1日时的人口数量为926人。